# Экендиль
Экендиль (лезг. ЭкъвентIил) — село в Сулейман-Стальском районе Дагестана. Входит в состав Карчагского сельсовета.

## География
Село находится на берегу реки Ергилчай, на расстоянии 9 км к северо-западу от села Касумкент, административного центра района.

## Население
| 1895 | 1926 | 1939 | 1970 | 1989 | 2002 | 2010 |
| ---- | ---- | ---- | ---- | ---- | ---- | ---- |
| 166  | ↗179 | ↗238 | ↗283 | ↘256 | ↗398 | ↗470 |
| 2021 |      |      |      |      |      |      |
| ↘436 |      |      |      |      |      |      |